# Мушкетери

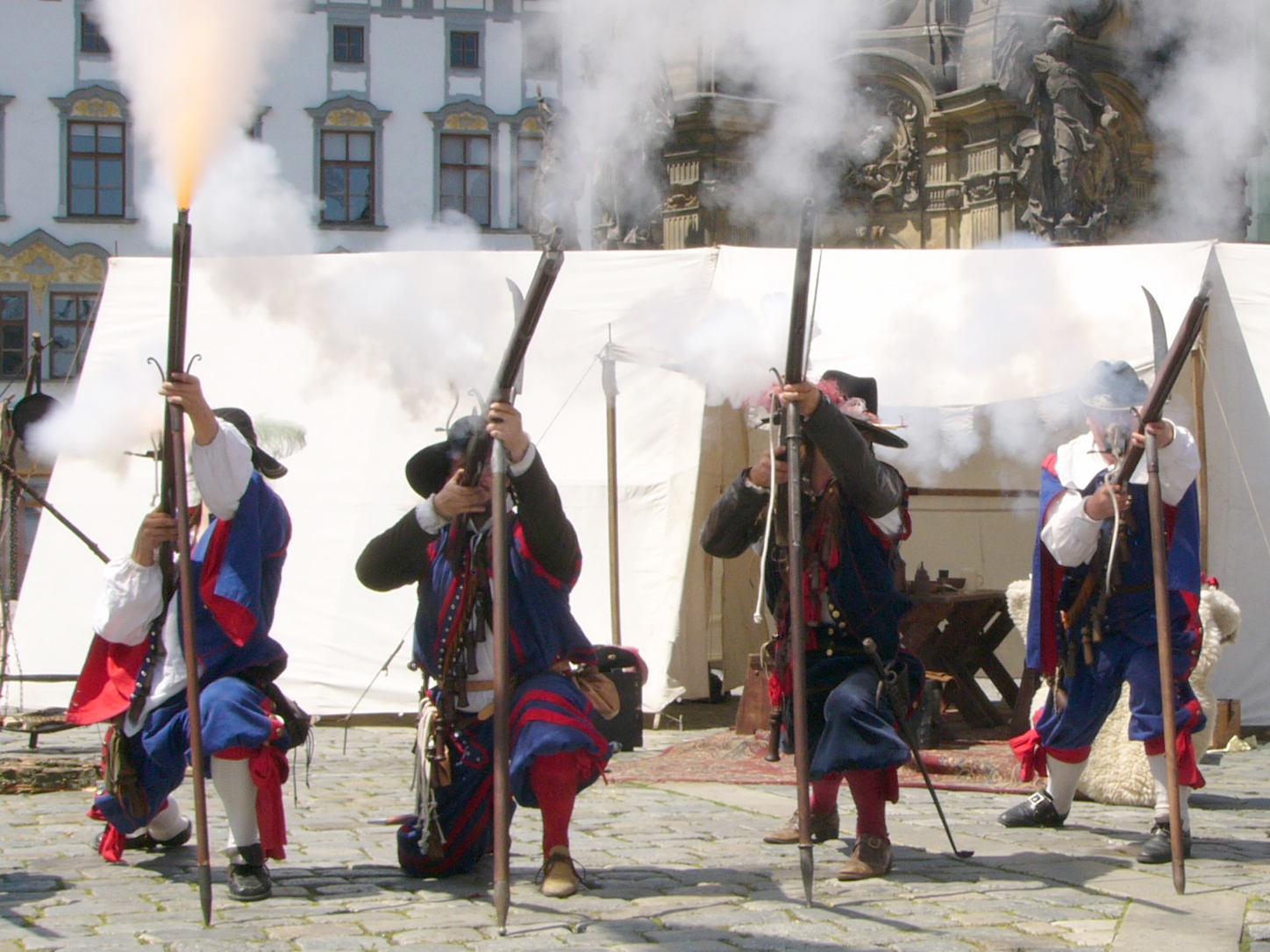

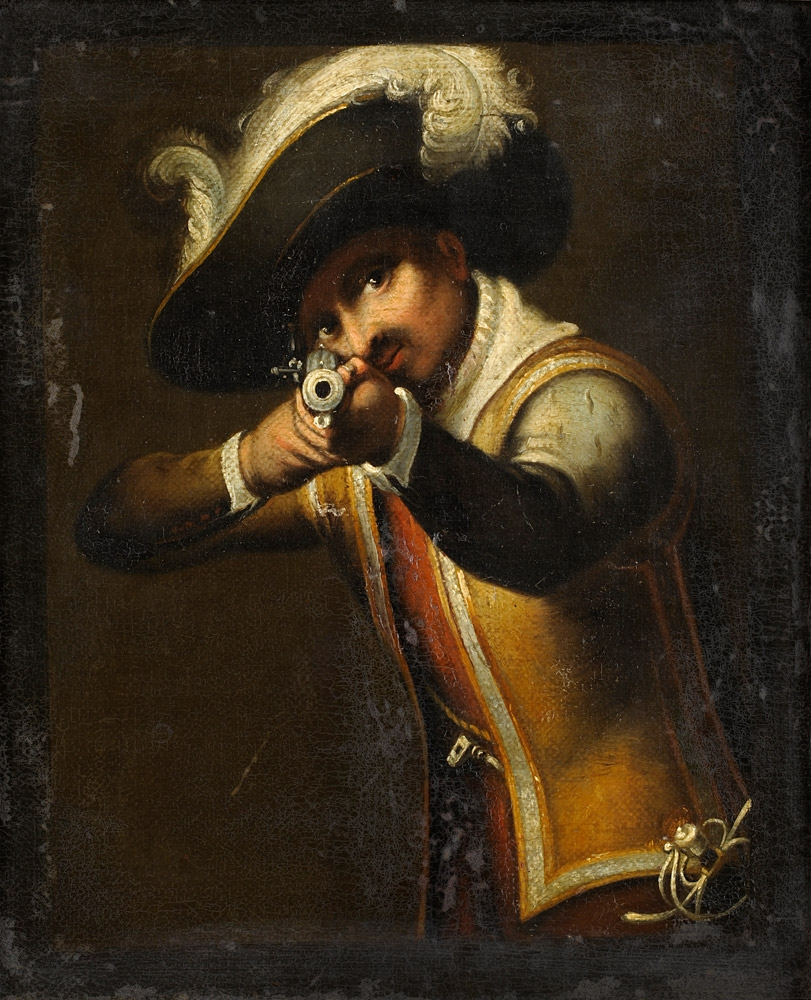
Мушкетер. Картина невідомого художника

Мушкете́ри (фр. mousquetaires) — солдати XVI — XVII сторіч, озброєні мушкетом, а також частини кавалерії в декількох країнах Європи і Азії.
У військах Карла V у кожному підрозділі чи роті піхоти було 10 мушкетерів. Згодом їхня кількість значно збільшилася, і, нарешті, вони складали до двох третин всієї піхоти. Такий був склад військ протягом Тридцятирічної війни.
Значні удосконалення в навчанні мушкетерів були зроблені Густавом II Адольфом. За часів Людовика XIII королівськими мушкетерами почала називатися частина французької гвардійської кавалерії (виключно з дворян), що складала військову свиту короля (maison militaire). Вони розрізнялися за кольором мундира — сірим, синім і червоним (mousquetaires gris, bleux, rouges).
У XVIII—XIX століттях у ряді країн назва «мушкетер» використовувалась на позначення або солдатів-піхотинців взагалі, або вояків деяких військових частин, що зберегли за собою назву «мушкетерських».